# Wohlen
Wohlen (toponimo tedesco) è un comune svizzero di 16 004 abitanti del Canton Argovia, nel distretto di Bremgarten; ha lo status di città.

## Geografia fisica
Si trova nel Freiamt.

## Storia
Nel 1914 ha inglobato il comune soppresso di Anglikon.

### Simboli
Lo stemma comunale, in uso dal 1811, riprende il blasone dei signori di Wolen (di nero, mantellato ritondato d'argento; al capo di rosso), che si estinsero nel 1425.

## Monumenti e luoghi d'interesse

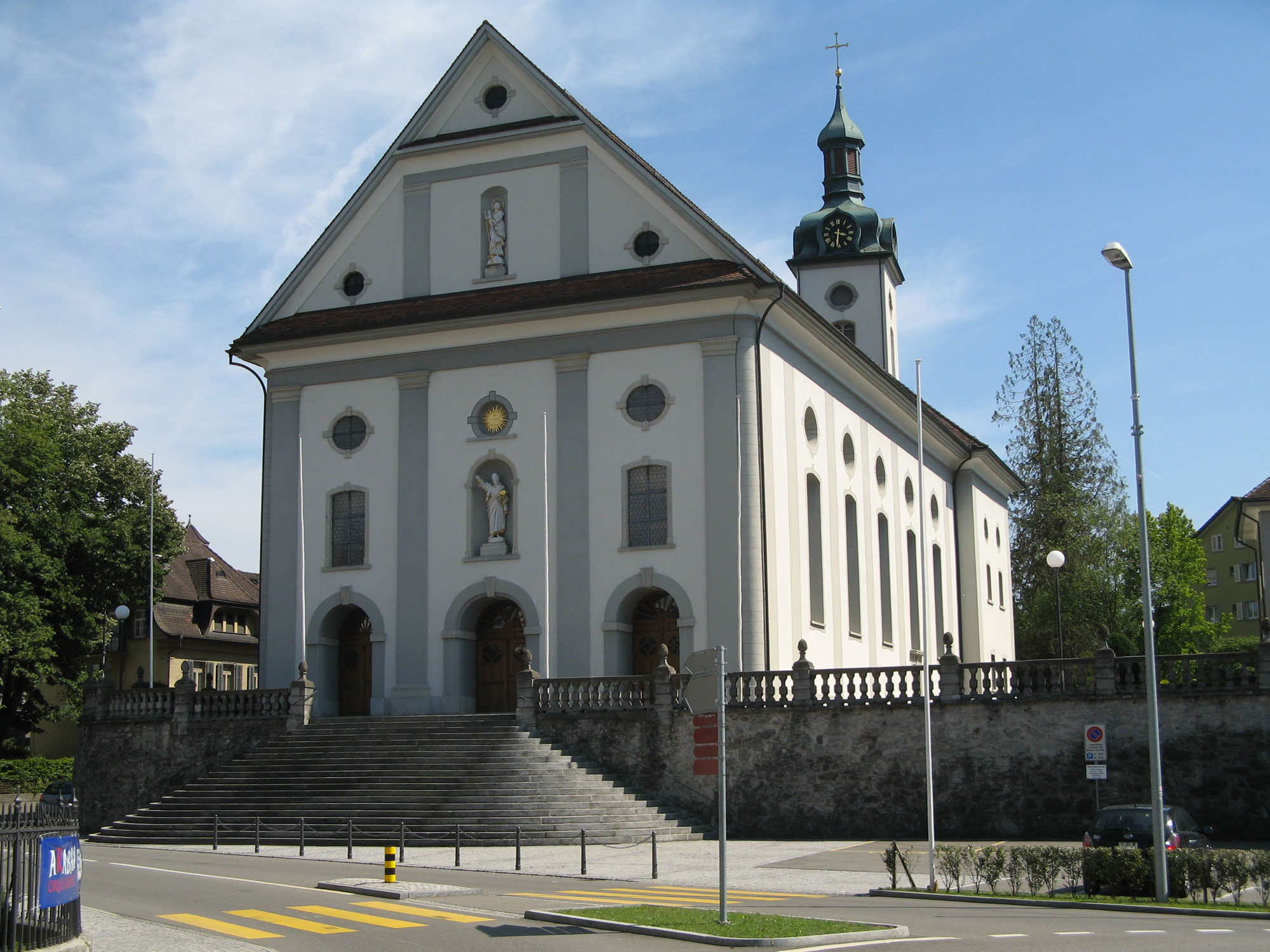
La chiesa cattolica di San Leonardo

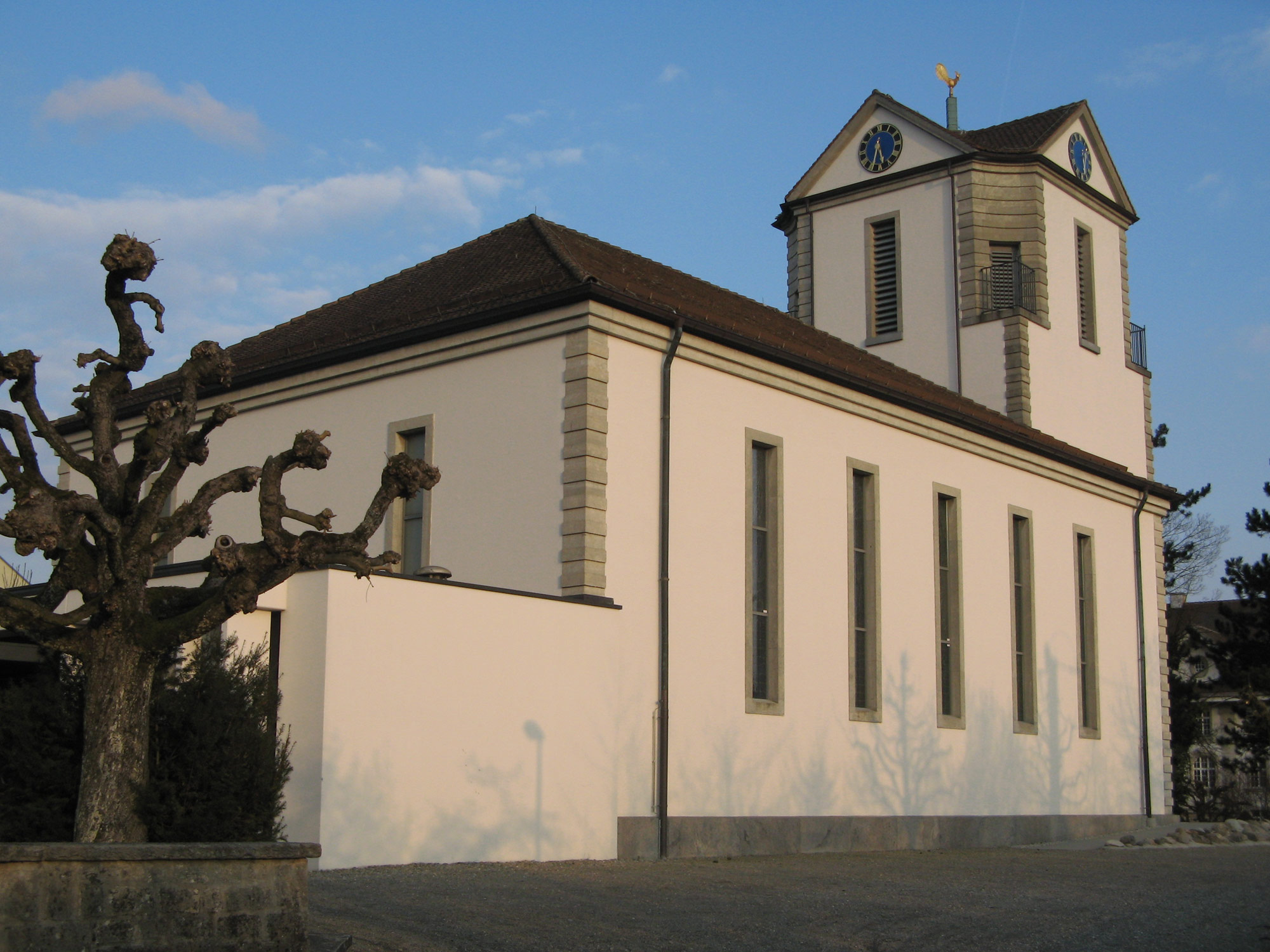
La chiesa riformata

- Chiesa cattolica di San Leonardo (già di Santo Stefano), attestata dal 1185 e ricostruita nel 1488, nel 1531 e nel 1804-1807 da Niklaus Purtschert[1];
- Chiesa riformata, eretta nel 1925[1].

## Società

### Evoluzione demografica
L'evoluzione demografica è riportata nella seguente tabella (dal 1920 con Anglikon):
Abitanti censiti

## Economia
Wohlen è stata sede dell'antica industria della paglia della regione, oltre che della Ferrowohlen (industria del ferro da costruzione e fonderia dagli anni 1950/1980).

## Infrastrutture e trasporti

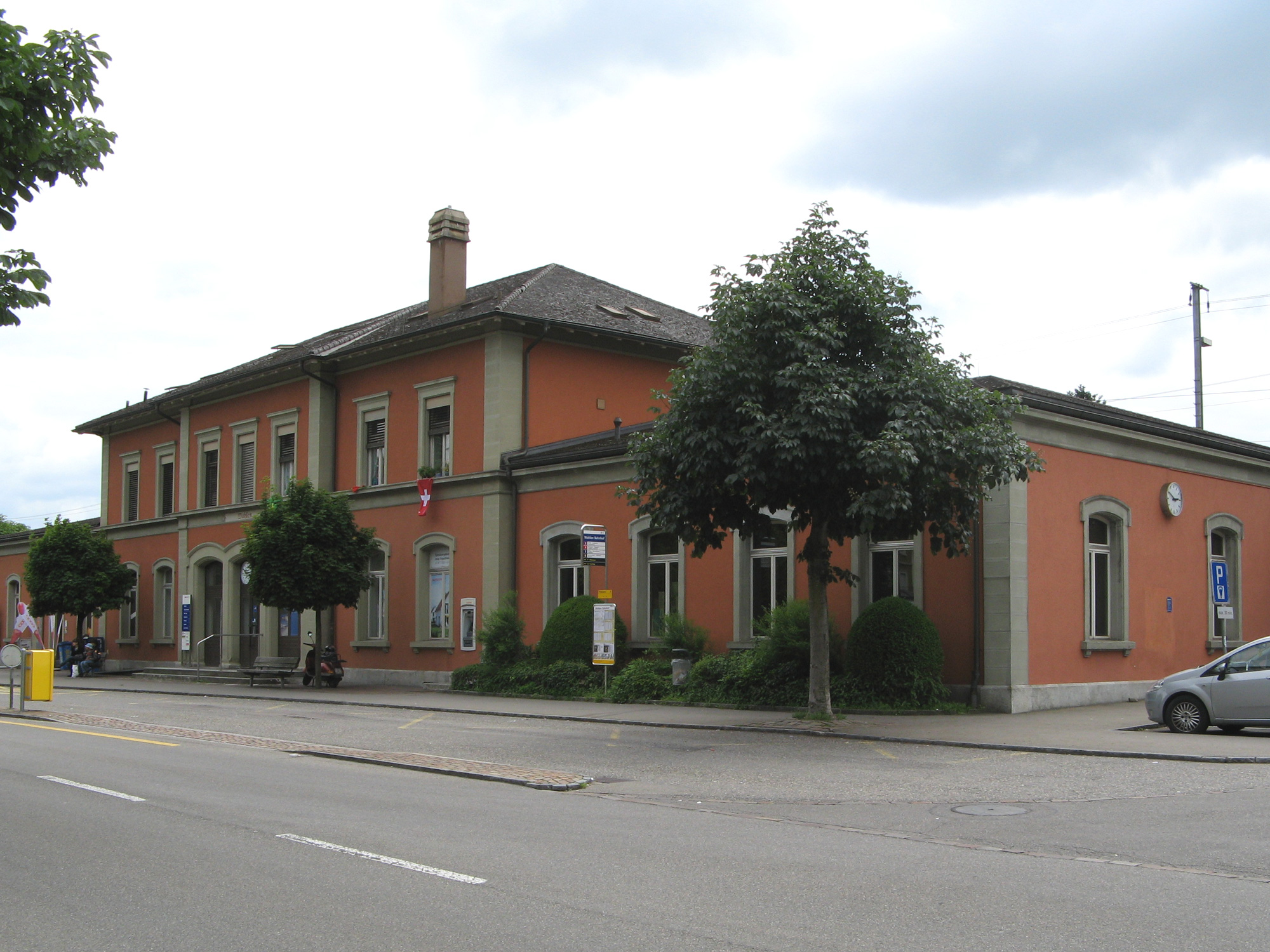
La stazione di Wohlen

Wohlen è servito dalla stazione omonima sulla ferrovia Brugg-Immensee; altre stazioni sono quelle di Wohlen Oberdorf e Wohlen Sound Arena sulla Bremgarten-Dietikon-Bahn (linea S17 della rete celere di Zurigo e linea S26 della rete celere dell'Argovia). Tra il 1916 e il 1997 la stazione di Wohlen è stata capolinea della linea per Fahrwangen-Meisterschwanden.

## Amministrazione
Ogni famiglia originaria del luogo fa parte del cosiddetto comune patriziale e ha la responsabilità della manutenzione di ogni bene ricadente all'interno dei confini del comune.